# Armenische Eiche
Die Armenische Eiche (Quercus pontica), auch Pontische Eiche genannt, ist eine Pflanzenart aus der Gattung der Eichen (Quercus). Sie ist im nördlichen Kleinasien, in Armenien und im Kaukasus heimisch. Die Nähe zum Schwarzen Meer („pontica“) erklärt ihr Artepitheton pontica und den Trivialnamen Pontische Eiche.

## Beschreibung

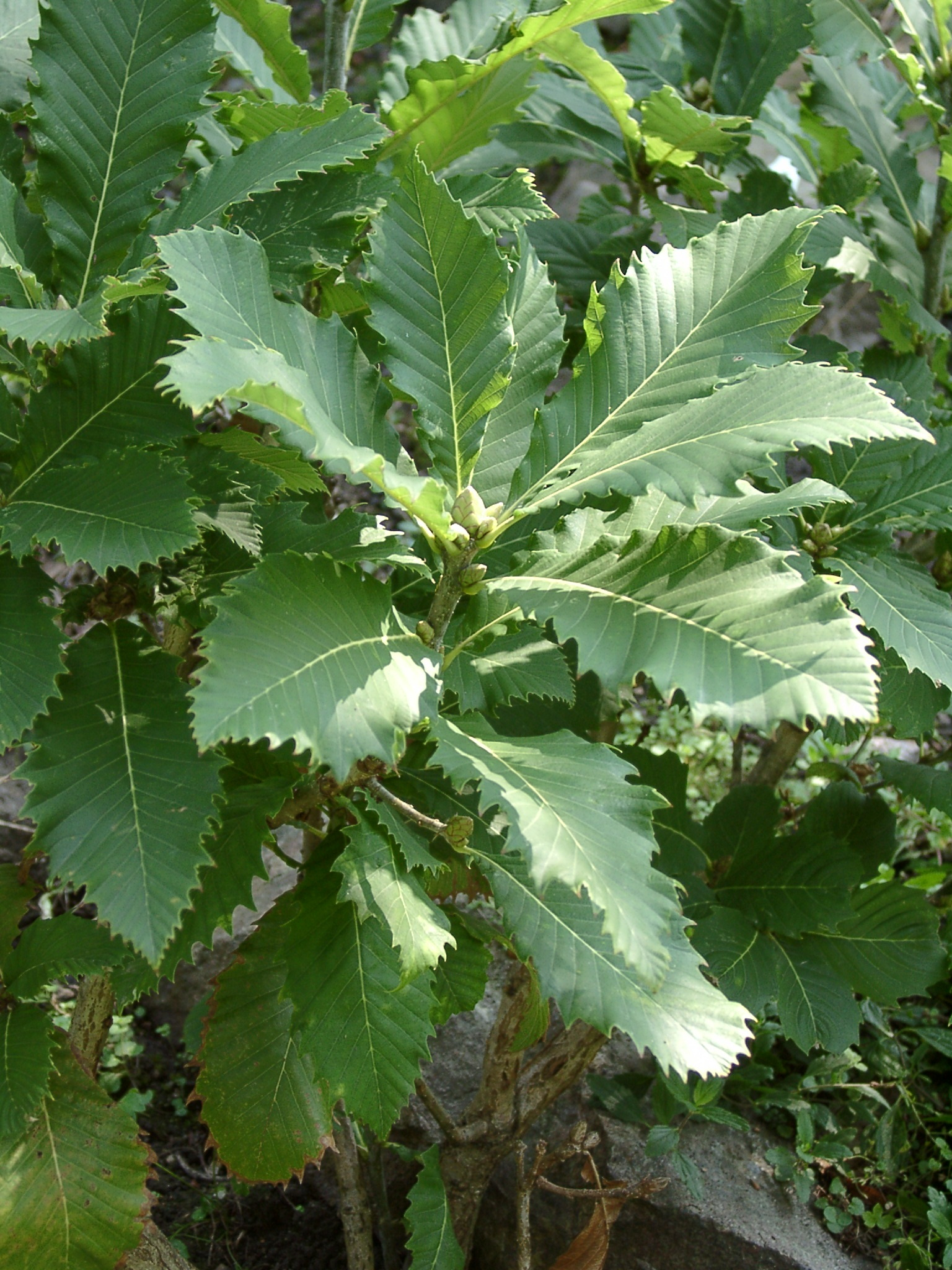
Einfache, gesägte Laubblätter und Knospen

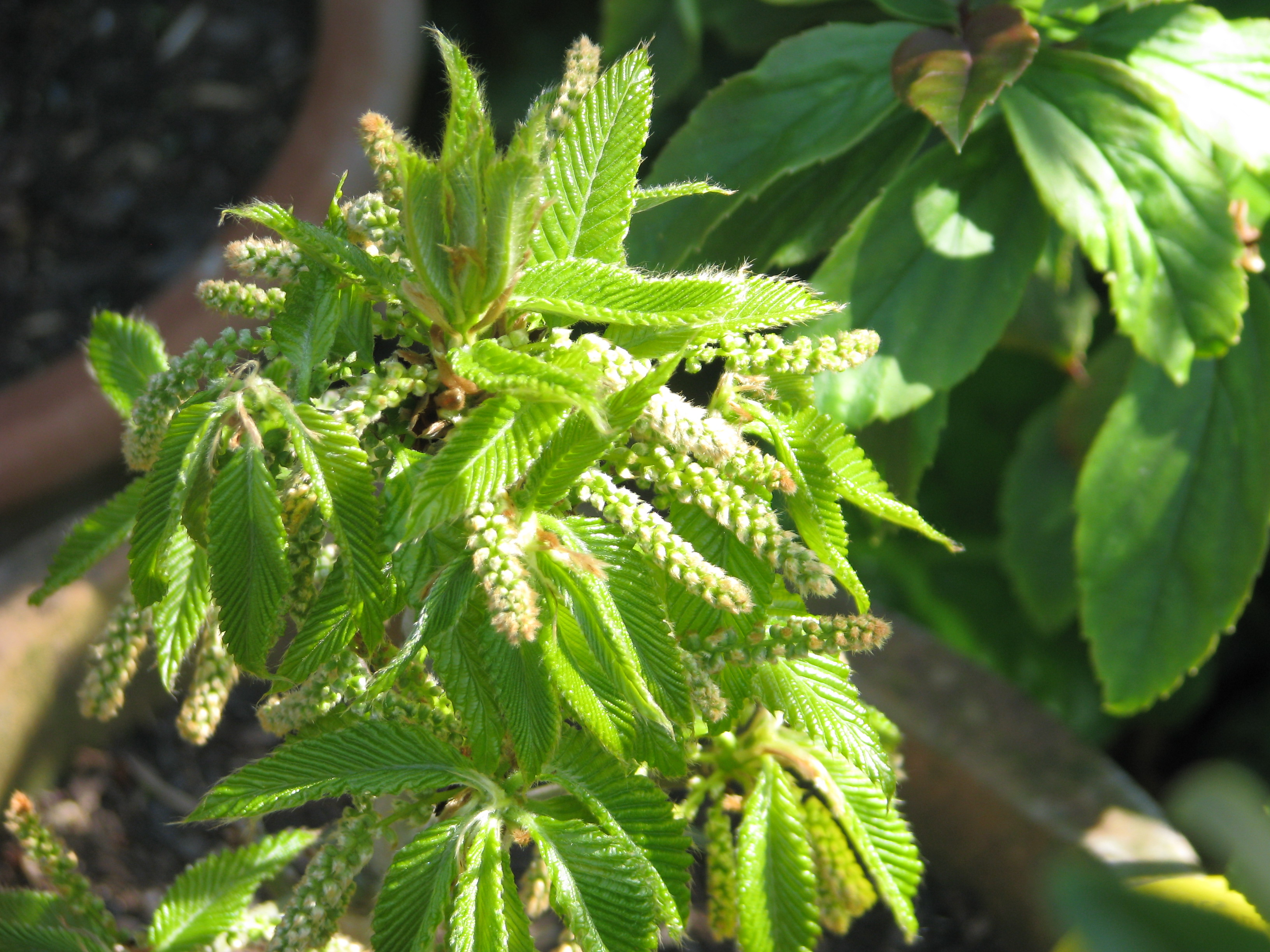
Kätzchenförmige Blütenstände

Die Armenische Eiche wächst als breit-runder, großer Strauch oder gedrungener, dicker, kleiner Baum und erreicht Wuchshöhen von 4 bis 6 Meter, und wird im Alter etwa genauso breit. Der Stammdurchmesser kann bis zu 40 Zentimeter betragen. Sie wächst mit 10 Zentimetern pro Jahr sehr langsam. Die sehr steif aufrechten Äste sind kahl, auffallend dick und oft kantig. Die Hauptwurzel reicht tief in den Boden. Die Rinde ist grau und unregelmäßig längs gerissen und bildet bei alten Stämmen lose aufliegende Rindenplatten.
Die wechselständig an den Zweigen angeordneten Laubblätter sind gelb gestielt und erinnern an die Laubblätter der Edelkastanie. Die einfache, relativ große, dunkelgrüne, ledrige und etwas derbe Blattspreite ist bei einer Länge von bis zu 25 Zentimeter und einer Breite von etwa 10 Zentimeter nicht gelappt. Der Blattrand ist unregelmäßig gezähnt. Die Unterseite ist blaugrün gefärbt und zeigt deutlich erhabene gelbe Blattadern. Die Herbstfärbung Ende Oktober ist kräftigleuchtend gold-gelb, gelb-orangefarben, auch braun-gelb. Die Laubblätter bleiben – wie auch bei anderen Eichen typisch – sehr lange an den Zweigen hängen.
Die Blütezeit reicht von Mai bis Juni. Die Armenische Eiche bildet hängende, lange, gelbgrüne, kätzchenförmige Blütenstände. Die bei einer Länge von 2 bis 3,5 Zentimeter länglich-eiförmigen, rotbraunen Eicheln sind manchmal bis zur Hälfte vom Fruchtbecher (Cupula) umgeben, der mit dicht anliegenden, filzigen Schuppen besetzt ist.

## Standort und Nutzung
Auf feuchten Berghängen ihrer südosteuropäischen Heimat wächst die Armenische Eiche als großer, mehrstämmiger Strauch oder kleiner Baum heran; als Ziergehölz wird sie als einstämmiger Baum herangezogen.
Seit 1885 ist die zierliche Armenische Eiche in Parks oder Gärten, dort als Solitär oder an Gehölzrändern und in Staudenpflanzungen zu finden. Sie bevorzugt geschützte und sonnige Standorte und sollte in der Jugend vor spätem Frost geschützt werden. Sie ist stadtklimafest, hitzeresistent und windverträglich. Der Boden soll trocken und frisch sein, durchlässig und alkalisch nährstoffreich. Die Armenische Eiche gehört wegen ihrer prachtvollen Herbstfärbung der großen dekorativen Blätter zu den schönsten niedrigen Eichen.